# Terry Hands
Pour les articles homonymes, voir Hands.
Terence David Hands, dit Terry Hands, né le 9 janvier 1941 à Aldershot et mort le 4 février 2020, est un metteur en scène britannique.

## Biographie
Terry Hands a étudié à l'université de Birmingham et à la Royal Academy of Dramatic Art.
En 1964, il crée le théâtre Everyman à Liverpool. Il rejoint la Royal Shakespeare Company en 1966. Il devient directeur artistique adjoint de Trevor Nunn en 1978 puis directeur exécutif en 1986.
En 1997, il prend la direction du Clwyd Theatr Cymru où il présente une grande partie de son travail en tournée au Pays de Galles et dans le reste du Royaume-Uni.
En octobre 2001, il démissionne de son poste à la Royal Shakespeare Company.

### Famille
Terry Hands a été marié à la comédienne Ludmila Mikaël, leur fille, Marina Hands, est une actrice. Il s'est ensuite marié à la metteuse en scène Emma Lucia.

## Décoration
- Commandeur de l'ordre de l'Empire britannique (2007)[2]. Pour « services rendus au théâtre ».

## Mises en scène
- 1972 : Richard III de William Shakespeare, Comédie-Française, Festival d'Avignon
- 1974 : Péricles, prince de Tyr de William Shakespeare, Comédie-Française
- 1976 : La Nuit des rois de William Shakespeare, Comédie-Française
- 1977 : Le Cid de Pierre Corneille, Comédie-Française
- 1978 : Meurtre dans la cathédrale de Thomas Stearns Eliot, Comédie-Française
- 1988 : Carrie de Lawrence D. Cohen, Stratford-upon-Avon et Broadway